# Kościół Świętej Trójcy w Starachowicach
Kościół Świętej Trójcy w Starachowicach – rzymskokatolicki kościół parafialny znajdujący się w najstarszej części Starachowic – Wierzbniku, w województwie świętokrzyskim. Należy do dekanatu Starachowice-Północ diecezji radomskiej.

## Historia
Jest najstarszą świątynią w mieście. Została wzniesiona w latach 1681–1688 staraniem opata benedyktynów Hieronima Jaksy Komornickiego. Budowla została wzniesiona z piaskowca.
Pierwotnie kościół posiadał jedna nawę i krótkie półkoliste prezbiterium, do którego od strony północnej została dobudowana mała zakrystia. W 1688 roku została erygowana parafia przez biskupa krakowskiego Jana Małachowskiego. W 1741 roku świątynia została konsekrowana przez biskupa sufragana krakowskiego Michała Kunickiego.
W latach 1881–1912 kościół został przebudowany przez księdza Pawła Kołdę (dobudowano dwie kaplice, wybudowano wieżą, kruchty, zakrystię od strony południowej). W latach 1929–1937 świątynię ponownie rozbudowano według projektu warszawskiego architekta Stefana Szyllera (Dobudowa dwóch kaplic, zakrystii, naw bocznych) a nadzorował ówczesny proboszcz ksiądz doktor Stefan Świetlicki. 
W latach 1937–1951, w czasie urzędowania księdza Jana Lipińskiego, ukończono rozbudowę naw bocznych.
Kolejna rozbudowa miała miejsce w latach 1984–1989. Polegała ona na dobudowaniu nawy od strony południowej według projektu profesora Wiktora Zina.